# La Ladera, Santa Ana Maya
La Ladera är en ort i Mexiko.   Den ligger i kommunen Santa Ana Maya och delstaten Michoacán de Ocampo, i den centrala delen av landet, 210 km väster om huvudstaden Mexico City. La Ladera ligger 1 879 meter över havet och antalet invånare är 163.
Terrängen runt La Ladera är kuperad åt nordost, men åt sydväst är den platt. Runt La Ladera är det ganska tätbefolkat, med 172 invånare per kvadratkilometer. Närmaste större samhälle är Santa Ana Maya, 5,0 km söder om La Ladera. I omgivningarna runt La Ladera växer huvudsakligen savannskog.